# Foxtrot (dans)
De foxtrot is een stijldans die rond 1910 in de Verenigde Staten ontstond. De dans lijkt veel op de quickstep, die uit de foxtrot is ontstaan, maar is simpeler en langzamer. De dans behoort bij de ballroomdansen, maar behoort niet bij de internationale standaarddansen en wordt dus niet gedanst in stijldanswedstrijden. Heden leeft hij vooral verder in de swingfox waar de basispassen van de foxtrot dienen voor de beweging rond de vloer.

## Geschiedenis
Europa maakte voor het eerst kennis met de foxtrot na de Eerste Wereldoorlog. Op een conferentie in Londen werd in 1920 voor de eerste keer orde geschapen in het woud van verschillende passen en draaien. Vanaf 1924 kan men naast de gewone variant, de foxtrot, een langzame variant, de slowfox, en een snellere variant, de quickstep onderscheiden. 
In 1963 werd de foxtrot in het Duitse Welttanzprogramm opgenomen, en zo op dansscholen onderwezen.
Het is niet helemaal duidelijk waar de naam foxtrot  vandaan komt, omdat verschillende bronnen elkaar tegenspreken. De populairste verklaring dat de dans vernoemd is naar de passen (Engels: trot) van een vos (fox) is naar alle waarschijnlijkheid onjuist.
Een andere verklaring is dat de naam foxtrot is vernoemd van de toneelspeler Harry Fox, die voor zijn toentertijd populaire variété "Harry Fox & the Zigfeld Follies" passen uit de Onestep en de Castle Walk combineerde. De benaming Foxtrot werd een synoniem voor een scala aan zogenaamde "rijs- en daal" dansen, waarvan de meeste vandaag de dag niet meer bestaan. In ieder geval is vast te stellen dat de Foxtrot elementen uit de ragtime, onestep, twostep en castle walk in zich heeft.

## Techniek
In tegenstelling tot de slowfox en de quickstep, die technisch nogal complex zijn, is de foxtrot vrij simpel en makkelijk te leren. De passen zijn simpel, en bijzondere danshoudingen, poses of moeilijke figuren bestaan er niet voor. Waar vooral op gelet moet worden is het "huppelen" op de snellere zij-sluit passen. Hoewel het verleidelijk is om te doen, hoort het niet bij de dans en ziet het er vreemd uit. Vanwege zijn eenvoud wordt de foxtrot door dansscholen graag gebruikt als instapdans, waarbij er niet veel naar techniek gekeken wordt.

## Muziek en ritme
Traditioneel wordt de foxtrot op popmuziek gedanst, in hedendaagse dansscholen ook graag op de wat meer modernere hiphop. De foxtrot heeft een vierkwartsmaat. 

## Basispassen
In de foxtrot staan de man en vrouw in de danshouding. De dansrichting is net als bij ballroomdansen tegen de klok in.

### Basispassen voor de man
1. De man begint met één halve pas vooruit met de linkervoet. (voor)
2. Hij maakt een tweede hele pas vooruit met de rechtervoet (voor)
3. Eerste deelpas: de man zet de linkervoet een schuin links naar voren neer, ter hoogte van de rechtervoet. Daartussen moet ongeveer 30cm zitten (zij). Tweede deelpas: hij sluit de rechtervoet aan, zodat beide voeten weer naast elkaar staan (sluit).
4. Weer met links, maar nu één halve pas naar achteren. (achter)
5. De rechtervoet haalt links in met een hele pas. (achter)
6. Eerste deelpas: met de dansrichting mee zet de man nu de linkervoet wederom iets schuin links naar achter, op dezelfde hoogte als waar de rechtervoet staat, met daartussen ongeveer 30cm (zij). Tweede deelpas: hij sluit de rechtervoet aan, zodat beide voeten weer naast elkaar staan (sluit).

### Basispassen voor de vrouw
1. De vrouw begint met een halve pas achteruit met de rechtervoet. (achter)
2. Zij maakt een tweede hele pas achteruit met de linkervoet. (achter)
3. Eerste deelpas: de vrouw zet haar rechtervoet schuin rechts naar achteren neer, ter hoogte van de linkervoet. Daartussen moet ongeveer 30cm zitten (zij). Tweede deelpas: zij sluit de linkervoet aan, zodat beide voeten weer naast elkaar staan (sluit).
4. De vrouw zet nu één halve pas vooruit met de rechtervoet. (voor)
5. Zij maakt een tweede hele pas vooruit met de linkervoet (voor)
6. Eerste deelpas: de vrouw zet de rechtervoet een schuin rechts naar voren neer, ter hoogte van de linkervoet. Daartussen moet ongeveer 30cm zitten (zij). Tweede deelpas: zij sluit de linkervoet aan, zodat beide voeten weer naast elkaar staan (sluit).

De basispassen voor de man zijn dus voor voor zij-sluit, achter achter zij-sluit, voor de vrouw achter achter zij-sluit, voor voor zij-sluit. Let op: het zij-sluit gedeelte zijn twee stappen op één tel, en wordt dus dubbel zo snel uitgevoerd dan de voor (een stap op één tel) of de achter (ook een stap op één tel).
Merk op dat elk figuur (voor voor zij-sluit, enz.) drie tellen in beslag neemt, terwijl de muziek vier tellen per maat heeft. De figuren beginnen dus niet steeds aan het begin van een maat, maar verschuiven steeds.